# Cancellus mayoae
Cancellus mayoae is een tienpotigensoort uit de familie van de Diogenidae. De wetenschappelijke naam van de soort is voor het eerst geldig gepubliceerd in 1998 door Forest & McLaughlin.